# Омельченко Микола Михайлович
Омельченко Микола Михайлович — радянський і український письменник, сценарист.

## Життєпис
Народ. 16 лютого 1930 р. у с. Беєве Сумської обл. в родині селянина.
Навчався в Харківському інституті іноземних мов. Закінчив Вищі сценарні курси (1962).
Працював у пресі, сценаристом Київської кіностудії ім. О. П. Довженка, редактором у Державному комітеті кінематографії України.
Автор сценаріїв художніх фільмів: «Повість про Пташкіна» (1964), «За все у відповіді» (1978), ряду документальних стрічок. 
Був членом Національної Спілки письменників України.
Помер 4 листопада 2000 р.